# Тхуа Тхиен-Хюе (провинция)
Тхуа Тхиен-Хюе (на виетнамски: Thừa Thiên-Huế) е виетнамска провинция разположена в регион Бак Чунг Бо. На север граничи с провинция Куанг Чи, на юг с Куанг Нам, на запад с Лаос, а на изток с Южнокитайско море. Населението е 1 154 300 жители (по приблизителна оценка за юли 2017 г.).

## Административно деление
Провинция Тхуа Тхиен-Хюе се състои от един самостоятелен град Хюе и осем окръга:
- А Луои
- Хуонг Тхуй
- Хуонг Ча
- Нам Донг
- Фонг Диен
- Фу Лок
- Фу Ванг
- Куанг Диен